# 栄 (あま市)
栄（さかえ）は、愛知県あま市の地名。郵便番号は490-1103。

## 概要
栄地区は東を流れる五条川に沿って南北に長い部落である。以前は東西に抜ける県道のみで、他に道らしい道はなく、消防車も入れない状態であった。また、ひとたび大雨が降ると村全体が冠水する劣悪な環境であった。
生活用水も飲み水に適さない簡易水道が敷かれたのみで、住民には内臓疾患が多く見られた。1977年（昭和52年）、簡易水道から上水道水に替わった。同年火葬場が建設された。
1975年（昭和50年）、部落解放同盟甚目寺支部結成以来、兄弟支部の支援を受け、度重なる行政交渉の結果、1980年（昭和55年）より住環境整備が行われた。1980年（昭和55年）、下水排水ポンプ場、老人福祉センターが建設された。

## 経済

### 産業
産業は食肉、皮革、レンダリング産業、金属回収などである。商工業者は加藤兵吉（牛馬肉履物製造）、加藤藤兵衛（膠製造）、加藤周三郎（膠、草履）、堀田隆次郎（履物）、堀田林右衛門（原皮肥料製造）などがいた。

### 店・企業
- 加藤工業
- 堀田萬蔵商店（原皮・油脂・肥飼料販売、牛皮・豚皮加工、産業廃棄物収集運搬業、塩漬原皮、畜産副産物の仕入・販売）[5]
- 松本皮革（皮革等の加工販売）[6]

## 地域

### 施設
宗教
- 唯願寺（真宗高田派）